# Арріго Педролло
Арріґо Педролло (італ. Arrigo Pedrollo; 5 грудня 1878, Монтебелло-Вічентіно, Королівство Італія — 23 грудня 1964, Віченца, Італія) — італійський композитор, диригент і піаніст.  

## Біографія
Народився у 1878 році в Монтебелло-Вічентіно. Першим учителем музики Педролло був його батько. У віці тринадцяти років він вступив до консерваторії ім. Джузеппе Верді в Мілані, де навчався грі на фортепіано і композиції у Луїджі Мапеллі і Гаетано Корнаро. Завершивши навчання, в 1900 році написав свою першу і єдину симфонію, яку в тому ж році поставив диригент Артуро Тосканіні. Гастролював як піаніст Італією, Великою Британією, Бельгією та Російською імперією. У Варшаві познайомився з композитором Яном Сібеліусом.
У 1908 році в театрі Понк'єллі в Кремоні була поставлена його перша опера «Земля обітована». У 1914 році в театрі Еретеньйо у Віченці відбулася прем'єра його наступної опери «Хуана». Всього композитор написав дев'ять опер і два балети. У його сценічних творах відчувається вплив музики Ріхарда Вагнера. У листопаді 1913 року Педролло став масоном, вступивши в лоджію «Віс-Нова» в Мілані.
У 1920 році він був прийнятий на місце викладача в музичному ліцеї у Віченці. В 1930 році переїхав в Мілан, де вступив викладачем в консерваторії. У 1930-х роках диригував симфонічним оркестром радіо EIAR (нині RAI) спочатку в Мілані, потім в Турині. Він керував ним протягом шести років. У 1938—1941 роках в званні професора викладав композицію в консерваторії ім. Джузеппе Верді в Мілані. Після переїхав в Падую на місце професора і викладача композиції в музичному ліцеї ім. Чезаре Полліні. У 1959 році Педролло став директором музичного інституту Франческо Каннето, яким керував до самої смерті. Нині це консерваторія ім. Арріго Педролло. Композитор помер у Віченці в 1964 році.